# サタデーフジ
『サタデーフジ』は、1999年10月から2001年3月までフジテレビが毎週土曜13:00 - 14:00（日本標準時）に編成していた単発特別番組枠である。内容は1時間ドラマの再放送が中心であったが、単発番組や特撮ドラマ『鉄甲機ミカヅキ』の不定期放送も行っていた。
本枠の廃止後、それまで直後の時間帯（14:00 - 16:00）に編成されていた『土曜スペシャル』がこの時間帯へ移動した。

## 放送番組

### 再放送ドラマ
- 古畑任三郎シリーズ
- GTO（テレビドラマ 1998年版）
- ナースのお仕事2
- ほか

### 単発番組
- めざましテレビ ワールドキャラバンスペシャル
- 話題騒然！モー娘のサルティンバンコ大冒険

### その他
- 鉄甲機ミカヅキ（第3話 - 第6話）